# Saadat Hasan Manto
Saadat Hasan Manto (Samrala, 11 maggio 1912 – Lahore, 18 gennaio 1955) è stato uno scrittore, saggista e commediografo pakistano.

## Biografia

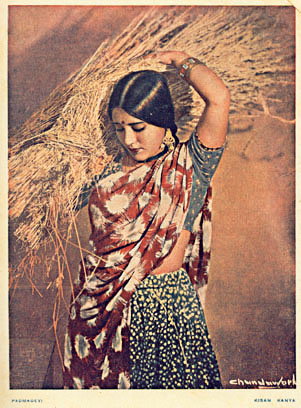
Film Kisan Kanya (1937), sceneggiatura di Manto

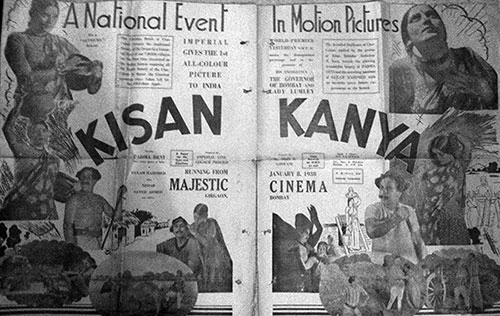
Poster del film Kisan Kanya (1937)

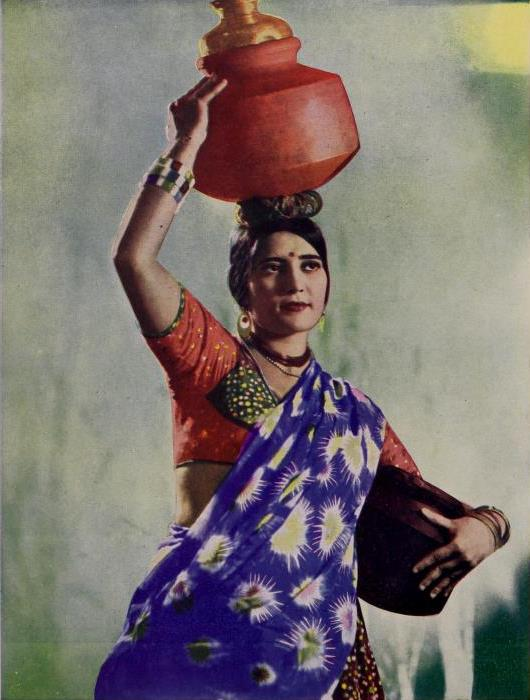
Padmadevi nel film Kisan Kanya (1937)

Saadat Hassan Manto nacque nel villaggio Paproudi di Samrala, in una famiglia musulmana sunnita, l'11 maggio 1912, figlio di Maulvi Ghulam Hasan, giudice di un tribunale locale, di etnia Kashmir.
La grande svolta della sua vita avvenne nel 1933, all'età di ventuno anni, quando incontrò Abdul Bari Alig, uno studioso ed editore del giornale Equality, ad Amritsar.
Abdul Bari Alig lo incoraggiò a trovare i suoi veri talenti, a leggere autori russi e francesi, di cui fece traduzioni, da Victor Hugo a Maksim Gor'kij e ad avvicinarsi al comunismo.
Dopo aver svolto alcuni studi universitari nel 1931 e nel 1934, Manto si trasferì a Bombay, dove soggiornò dal 1936 al 1941, collaborando con le riviste The Painter e Caravan, oltre che scrivendo sceneggiature per l'industria cinematografica.
Negli stessi anni esordì nella letteratura con la raccolta di racconti Inqlaab Pasand, pubblicata sulla rivista Aligarh nel marzo 1935 e incominciò una fertile collaborazione, dal 1941 a Delhi, con l'All India Radio; nei successivi diciotto mesi realizzò quattro opere radiofoniche, Aao, Manto ke Drame, Janaze e Teen Auraten.
Contemporaneamente continuò a scrivere raccolte di racconti, Manto ke Afsane (1940), seguita da Dhuan (1941) e dalla sua prima raccolta di saggi tematici, Manto ke Mazamin.
Dopo aver abbandonato il lavoro con All India Radio, Manto tornò a Bombay nel luglio del 1942 e ricominciò a lavorare con l'industria cinematografica.
Nella sua secondo periodo a Bombay lavorò alle sceneggiature e pubblicò i suoi racconti, tra cui Kaali Shalwar (1941) e Bu (1945),
in cui descrisse gli incontri sessuali tra una prostituta e un giovane ricco che è estasiato dagli odori del suo corpo.
Rimase a Bombay fino a quando si trasferì in Pakistan, nel gennaio 1948, dopo la separazione dall'India.
La sua vita in Pakistan si rivelò molto problematica, sia per la passione per l'alcool, sia per le difficoltà nel lavoro di giornalista con conseguenti problemi finanziari, ma proprio in quegli anni scrisse i suoi capolavori, tra cui Mozail e Toba Tek Singh, incentrati sulla situazione socio-politica contemporanea tra il Pakistan e l'India, con le violenze e i fanatismi.
Saadat Hassan Manto morì il 18 gennaio 1955 di cirrosi epatica.
Scrisse principalmente in lingua urdu, realizzando ventidue raccolte di racconti, un romanzo, cinque serie di commedie radiofoniche, tre raccolte di saggi, due raccolte di bozzetti personali, caratterizzandosi per la libertà di pensiero, il senso di oggettività, con cui approfondì nella trasposizione fantastica, sentimenti, atti e argomentazioni riguardanti i problemi tra gli indù e i musulmani,oltre che le tematiche di sesso, lussuria, tossicodipendenza e corruzione politica.
Manto fu processato, per oscenità e per la sua sincerità descrittiva, sei volte: tre volte prima del 1947 nell'India britannica, e tre volte dopo l'indipendenza nel 1947 in Pakistan, ma mai condannato.

## Opere principali
- Atish Paray (آتش پارے ,1936);
- Manto Ke Afsanay (1940, منٹو کے افسانے);
- Dhuan (1941, دُھواں);
- Afsane Aur Dramay (1943, افسانے اور ڈرامے);
- Lazzat-e-Sang (1948, لذتِ سنگ);
- Siyah Hashiye (1948, سیاہ حاشیہ);
- Badshahat Ka Khatimah (1950, بادشاہت کا خاتمہ);
- Khali Botlein (1950, خالی بوتلیں);
- Nimrud Ki Khudai (1950, نمرود کی خُدائی);
- Thanda Gosht (1950, ٹھنڈا گوشت);
- Yazid (1951, یزید);
- Pardey Ke Peechhey (1953, پردے کے پیچھے);
- Sarak Ke Kinarey (1953, سڑک کے کنارے);
- Baghair Unwan Ke (1954, بغیر عنوان کے);
- Baghair Ijazit (1955, بغیر اجازت);
- Tobha Tek Singh (1955, ٹوبہ ٹیک سنگھ);
- Burquey (1955, بُرقعے);
- Phunduney (1955, پھندنے);
- Sarkandon Ke Peechhey (1955, سرکنڈوں کے پیچھے);
- Shaiytan (1955, شیطان);
- Shikari Auratein (1955, شکاری عورتیں);
- Ratti, Masha, Tolah (1956, رتی ماشہ تولہ);
- Kaali Shalwar (1961, کالی شلوار);
- Tahira Se Tahir (1971, طاہرہ سے طاہر).